# Complutia transversa
Complutia transversa là một loài bướm đêm trong họ Noctuidae.